# Botriògen
El botriògen és un mineral de la classe dels sulfats. Va ser descobert l'any 1815 a Falun (Suècia), sent anomenat així del grec botrus, penjoll, i guenao, engendrar, en al·lusió a l'aspecte que tenien els primers espècimens botrioides. Sinònims poc usats són: alcaparrosa groga, botrita, botryita, botryogenita, palacheïta o quetenita.

## Característiques
És un hidroxisulfat pentahidratat de ferro i magnesi, amb fórmula MgFe³⁺(SO₄)₂(OH)(H₂O)₆·H₂O. Cristal·litza en el sistema monoclínic prismàtic i típicament es troba en masses botrioides o reniformes de color groc a vermell brillant, o en cristalls prismàtics radiats. El seu pes específic és de 2 a 2,1 i la seva duresa a l'escala de Mohs és de 2.
Segons la classificació de Nickel-Strunz, el botriògen pertany a «07.DC: Sulfats (selenats, etc.) amb anions addicionals, amb H₂O, amb cations de mida mitjana només; cadenes d'octaedres que comparteixen costats» juntament amb els següents minerals: aluminita, meta-aluminita, butlerita, parabutlerita, fibroferrita, xitieshanita, zincobotriògen, chaidamuita i guildita.

## Formació i jaciments
Es forma com a mineral secundari, que pot trobar-se en gran abundància, per alteració a partir de la pirita, especialment en climes àrids. Sol trobar-se associat a altres minerals com: copiapita, amarantita, hohmannita, coquimbita, voltaita, pickeringita, epsomita, guix o calcantita.